# Hossein Reza Zadeh
Hossein Reza Zadeh (perzijsko حسین رضازاده), iranski dvigalec uteži, * 12. maj 1978, Ardabil, Iran.
Reza Zadeh je dvakratni olimpijski prvak v dviganju uteži in svetovni rekorder. Leta 1999 je na svetovnem prvenstvu dosegel tretje mesto. Takrat se je pričel njegov vzpon na vrh v supertežki kategoriji v dviganju uteži. Kasneje je postal še olimpijski prvak v Sydneyju ter v Atenah. Je svetovni rekorder z rezultatom:
- poteg: 213 kg
- sunek: 263,5 kg
- biatlon: 473,5 kg

Po nasvetu zdravnika se ni udeležil olimpijskih iger 2008 v Pekingu in je namesto tega končal s kariero. Trenutno dela kot glavni trener in menedžer iranske ekipe v dviganju uteži.